# Adolf Lindquister
Knut Adolf Filip Lindquister, född 9 juni 1871 i Norrtälje, död 29 mars 1954, var en svensk trafikchef.
Lindquister, som var son till bergsingenjör Adolf Lindquister och Thérèse Tronêt, kom i Uppsala–Gävle Järnvägs tjänst 1890 och var i unga år stationsskrivare i Tierp och senare kontorsskrivare på kontrollkontoret i Gävle. Han blev trafikinspektör vid nämnda bana 1907 samt var trafikchef vid denna och vid Gävle–Ockelbo Järnväg 1922–1933 och vid Ostkustbanan 1927–1933. Han var ordförande i styrelsen för Enskilda järnvägars trafikinspektörsförening 1920–1925, suppleant i styrelsen för Svenska Järnvägsföreningen 1928–1933 och i styrelsen för Järnvägsassuransföreningen 1928–1933. Han var innehavare av firman Lindquisters tobakshandel i Stockholm från 1934.